# Taux de carbone total
Le taux de carbone total (CT) est un paramètre de chimie analytique représentant la concentration de carbone dans un échantillon. Le CT comprend le carbone sous toutes ses formes, qu'il soit organique ou inorganique, volatil ou fixe, dissous ou en suspension. Dans de nombreux domaines d'application, plutôt que CT, un paramètre représentant un sous-ensemble de CT est déterminé. 

## Principaux exemples
- Carbone organique total (COT)
- Carbone inorganique total (CIT)
- Carbone organique dissous (COD)
- Carbone inorganique dissous (CID)

## Utilisation
Le COT et le COD sont des indicateurs de la qualité d'une eau alors que le COT et le CIT sont des indicateurs de la composition du sol. 